# Andrés Buforn
Andrés Buforn Aragonés – hiszpański malarz morskich pejzaży. 
Był mocno związany z Alicante, wychował się niedaleko portu, w którym jego ojciec pracował naprawiając statki rybackie. Studiował na Akademii Sztuk Pięknych w Alicante prowadzonej przez artystę Lorenzo Casanova Ruiz. Do jego najbardziej znanych dzieł należą: Vista del puerto de Alicante y de su Castillo, La Alianza, Reflectores en el mar, Vista del puerto con el antiguo Club de Regatas, La vuelta del pescador, Amanecer en la mar i Atardecer en la mar.